# Иоанн (Попов)
Митрополит Иоанн (в миру Сергей Леонидович Попов; род. 1 сентября 1960, Иркутск, Иркутская область, РСФСР, СССР) — епископ Русской православной церкви, митрополит Белгородский и Старооскольский, глава Белгородской митрополии. Председатель Синодального миссионерского отдела Московского патриархата (1995—2021). Является Священноархимандритом Холковского Свято-Троицкого монастыря и настоятелем Александро-Невского собора в Старом Осколе.

## Биография

Архиепископ (ныне митрополит) Иоанн освящает памятник своему духовному отцу архимандриту Ипполиту (Халину) на территории санатория Марьино (усадьба князей Барятинских). 2005 г.

Родился 1 сентября 1960 года в Иркутске в семье служащих. Отец — писатель и сценарист Леонид Мончинский.
Окончил с отличием среднюю школу № 1 города Шелехова, в сентябре 1977 года поступил на исторический факультет Иркутского государственного университета. По окончании университета преподавал в институте и поступил в аспирантуру Новосибирского государственного университета.
В мае 1983 года оставил преподавание и был принят в церковный хор Знаменского кафедрального собора в Иркутске. По собственному признанию: «кто-то зашел, увидел, и тут же расползлись слухи, все начали ходить, смотреть, как я пою в хоре. Об этом узнали соответствующие органы и приписали мне религиозную пропаганду. Пришлось добровольно уйти с кафедры, написав заявление. Последствия коснулись и моих родителей. Отец ушел в артель, маму с работы „попросили“. У меня были друзья в строительном деле, и мы организовали бригаду. Ремонтировали крыши, мягкие кровли, и я спокойно пел в церковном хоре».
В августе 1984 года стал иподиаконом архиепископа Иркутского и Читинского Ювеналия (Тарасова) и директором свечного заводика Иркутского епархиального управления. По собственному признанию: «мне удалось, несмотря ни на что, сырье какое-то выбить».
В 1985 году, в связи с переводом архиепископа Ювеналия на Курскую епархию, переехал в Курск, где нёс послушание его келейника, а затем личного секретаря.
В сентябре 1985 года поступил на второй курс Ленинградской духовной семинарии. По собственному признанию, будущий митрополит Мануил (Павлов) «восемь раз ездил к уполномоченному по делам религии, чтобы я поступил в семинарию». Окончил семинарию в 1988 году и продолжил обучение в Ленинградской духовной академии.
В декабре 1989 года переводится на заочное отделение Ленинградской духовной академии и уезжает в Курскую епархию.
30 марта 1990 года архиепископом Курским и Белгородским Ювеналием пострижен в монашество с именем Иоанн в честь митрополита Тобольского и всея Сибири Иоанна (Максимовича).
4 апреля 1990 года тем же архиереем рукоположён в сан иеродиакона, а 7 апреля — в сан иеромонаха.
В июне 1990 года был назначен ректором возрождающегося Курского духовного училища и возведён в сан игумена.
25 декабря 1991 года решением Священного Синода Курское духовное училище было преобразовано в Курскую духовную семинарию, а игумен Иоанн становится ректором последней.
В 1992 году заочно окончил Санкт-Петербургскую духовную академию.
23 февраля 1993 года решением Священного Синода  игумену Иоанну (Попову) определено быть епископом Белгородским, викарием Курской епархии, с сохранением обязанностей ректора Белгородской духовной семинарии. Вскоре возведён в сан архимандрита.
4 апреля 1993 года в Богоявленском кафедральном соборе в Москве хиротонисан в сан епископа Белгородского, викария Курской епархии. Хиротонию совершили: Патриарх Московский и всея Руси Алексий II, архиепископ Екатеринбургский и Верхотурский Мелхиседек (Лебедев), архиепископ Ярославский и Ростовский Платон (Удовенко), архиепископ Курский и Рыльский Ювеналий (Тарасов), архиепископ Солнечногорский Сергий (Фомин), епископ Костромской и Галичский Александр (Могилёв), епископ Истринский Арсений (Епифанов), епископ Подольский Виктор (Пьянков), епископ Бендерский Викентий (Морарь), епископ Петрозаводский и Олонецкий Мануил (Павлов), епископ Саранский и Мордовский Варсонофий (Судаков), епископ Чимкентский и Целиноградский Елевферий (Козорез), епископ Якутский и Вилюйский Герман (Моралин), епископ Курганский и Шадринский Михаил (Расковалов).
О начале своего служения на Белгородчине вспоминал: «Когда меня сюда назначили, здесь был край непуганых коммунистических оленей, столица „красного пояса“. На человека в рясе тут смотрели как на врага народа. Особенно свирепствовал Николай Иванович Пономарёв, очень уважаемый человек, ветеран войны, артиллерист. Кто бы мог подумать, что именно с него и начнется воцерковление региона!»
По решению Архиерейского Собора, прошедшего 29 ноября — 2 декабря 1994 года, назначен членом Рабочей группы по планированию возрождения православной миссии на канонической территории Русской православной церкви. В феврале 1995 года назначен её председателем.
В марте 1995 года епископ Иоанн освятил АПЛ Курск, затонувшую накануне открытия юбилейного Архиерейского Собора РПЦ 2000 года.
18 июля 1995 года решением Священного Синода в связи с образованием самостоятельной Белгородской епархии был назначен епископом Белгородским и Старооскольским.
В декабре 1995 года создал Миссионерский православный благотворительный Фонд Русской православной церкви.
25 декабря 1995 года решением Священного Синода освобождён от должности ректора Курской духовной семинарии и одновременно в рамках выполнения Программы возрождения Миссии Русской Православной Церкви на её канонической территории ему было поручено «подготовить открытие семинарии миссионерской направленности в г. Белгороде».
26 декабря 1995 года решением Священного Синода назначен председателем новообразованного Миссионерского отдела Русской православной церкви. В тот же день освобождён от должности ректора Курской духовной семинарии.
Благодаря поддержке администрации Белгородской области за короткий срок были созданы необходимые условия для открытия семинарии. 17 июля 1996 года решением Священного Синода была образована Белгородская духовная семинария (с миссионерской направленностью), ректором которой был назначен епископ Иоанн. Тогда же становится главным редактором журнала «Миссионерское обозрение».
18 февраля 1997 года в первый день Архиерейского Собора Русской православной церкви 18-23 февраля 1997 года был в секретариат Собора.
19 февраля 1999 году указом Патриарха Алексия II удостоен сана архиепископа.
26 апреля 2004 года поднялся в воздух и с высоты окропил легендарные прохоровские поля, на которых проходили сражения в годы Великой Отечественной войны, а также земли, впоследствии сильно пострадавшие от пожаров в августе 2010, реки и озёра Святого Белогорья.
В декабре 2004 года возглавил комиссию по духовной безопасности при полномочном представителе Президента РФ по Центральному федеральному округу.
В августе 2005 года на территории санатория Марьино Курской области (бывшая усадьба князей Барятинских) освятил памятник своему духовному отцу архимандриту Ипполиту (Халину), настоятелю Свято-Николаевского Рыльского монастыря .
В 2006 году владыка Иоанн организовал поездку руководителей районов и крупных предприятий на Святую гору Афон.
С 21 марта по 2 июня 2008 года также был временно управляющим Орловской епархией.
С 27 июля 2009 года — член Межсоборного присутствия Русской Православной Церкви.
22 марта 2011 года вошёл в состав вновь образованного Высшего Церковного Совета Русской Православной Церкви по должности.
5 декабря 2011 года назначен настоятелем храма святителя Николая Мирликийского в Новой Слободе города Москвы с поручением забот по возвращению храма Русской Православной Церкви и возобновлению в нём богослужений.
7 июня 2012 года Иоанн назначен главой новообразованной Белгородской митрополии, в связи с чем 18 июля того же года в Успенском соборе Троице-Сергиевой лавры был возведён в сан митрополита.
29 декабря 2021 года решением Священного синода Русской православной церкви освобождён от должности председателя Синодального миссионерского отдела согласно поданному прошению и назначен руководителем созданного тогда же Центра поддержки миссионерских станов.

## Публикации
статьи
- Миссия в Русской православной церкви в современных условиях // Православная община. 1995. — № 30. — С. 15-25
- Миссия Церкви в православном понимании: экклезиологические и канонические обоснования // Журнал Московской Патриархии. М., 1996. — № 1. — С. 70-77.
  - Миссия Церкви в православном понимании: экклезиологические и канонические обоснования // Проблемы экуменизма и миссионерской практики: сборник научных трудов / ред. Г. С. Остапенко; отв. ред. О. В. Чернышева. — М. : Институт всеобщей истории РАН, 1996. — 184 с. — С. 33-45
  - Миссия Церкви в православном понимании: экклезиологические и канонические обоснования // Православная миссия сегодня: Сборник текстов по курсу «миссиология» для православных духовных школ и богословских учебных заведений / сост. В. Федоров. — СПб. : Апостольский город, 1999. — 405 с. — С. 40-50
  - Миссия Церкви в православном понимании: экклезиологические и канонические обоснования // Научно-богословские труды по проблемам православной миссии: сборник. — Белгород : Миссионерский отдел Московского патриархата, 1999. — 336 с. — С. 96-99
- О миссионерской деятельности Русской Православной Церкви // Рождественские чтения, 5-е. М., 1997. — С. 138—148.
- Взаимоотношения в миссии и искажённое понимание миссии Церкви как фактор конфронтации в обществе // Православная миссия сегодня: Сборник текстов по курсу «миссиология» для православных духовных школ и богословских учебных заведений / сост. В. Федоров. — СПб. : Апостольский город, 1999. — 405 с. — С. 51-56
- Труды святителя Иннокентия, митрополита Московского и Коломенского // Научно-богословские труды по проблемам православной миссии: сборник. — Белгород : Миссионерский отдел Московского патриархата, 1999. — 336 с. — С. 8-14
- Миссионерское служение Русской православной церкви и вызовы современного мира : Доклад на III Всецерковном миссионерском съезде (Московская обл., «Поляны», 31 октября 2002 г.) // Церковь и время. 2003. — № 1 (22). — С. 49-59
- Миссионерское служение РПЦ на современном этапе: Докл. на архиерейском Соборе РПЦ 2004 г. // Миссионерское Обозрение. 2004. — № 10 (108). — С. 16-24;
- За праздником «День всех влюблённых» стоит индустрия торговли и развлечений // Миссионерское Обозрение. 2005. — № 3 (113). — С. 10;
- Особенности современной миссии РПЦ // Церковь и Время. 2006. — № 4 (37). — С. 44-59
- О действенном и искусственном миссионерстве // Православная миссия сегодня: сборник статей и публикаций. — М. : [б. и.], 2010. — 176 с. — С. 43-49

книги
- Духовная безопасность России (актуальные теоретико-методологические и практические проблемы духовной безопасности). М., 2005. 109 с.[22]
- Корабль спасения. — М. : Астрель ; М. : АСТ, 2007. — 460 с. — (Домашнее богословие)
- Любовь долготерпит: беседы о вере. — Эксмо, 2013. — 446 с. — ISBN 978-5-699-62104-0.

интервью
- [Интервью по окончании международной конференции «Христианские миссии в XVIII—XX веках» с председателем рабочей группы по планированию возрождения миссии Русской Православной Церкви на ее канонической территории] / интервью — ответы: Иоанн, епископ Белгородский и Старооскольский, интервью — вопросы: Клиценко Юрий // Журнал Московской Патриархии. М., 1995. — № 5. — С. 44-45
- Интервью корреспонденту «Журнала Московской Патриархии» / интервью — ответы: Иоанн, епископ Белгородский и Старооскольский, Председатель Миссионерского отдела при Священном Синоде, интервью — вопросы: Кирьянова О. // Журнал Московской Патриархии. М., 1997. — № 7. — С. 24-25.
- Каждый приход должен стать миссионерским: Интервью // Московский Церковный Вестник. 2007. — № 4 (353). — С. 4
- Прямой эфир владыки Иоанна на ГТРК «Белгород» // Миссионерское Обозрение. 2008. — № 4 (150). — С. 10;
- Митрополит Белгородский Иоанн: «Я люблю тебя, Жизнь!» // Православие и мир, 19 июля 2012
- Ответы митрополита Белгородского и Старооскольского Иоанна на вопросы посетителей сайта Синодального информационного отдела
- Митрополит Белгородский и Старооскольский Иоанн: «Приучайтесь к аскезе» // patriarchia.ru, 18 сентября 2012
- Язык миссии многообразен. КИФА № 14 (72) ноябрь 2007 года : Интервью // Проблемы миссии и катехизации: приложение к газете «Кифа»: Дайджест статей газеты «Кифа» 2007—2012 гг. — М. : Преображенское содружество малых православных братств: Культурно-просветительский центр «Преображение», 2013. — 215 с. — № 30 — С. 56-57
- «В обществе созрел запрос на справедливость». Митрополит Белгородский и Старооскольский Иоанн — о 90-х, губернаторе, бюрократии и социальном одиночестве // fonar.tv, 13 декабря 2018

## Награды
Светские:
- Орден Дружбы (28 декабря 2000 года) — за большой вклад в укрепление гражданского мира и возрождение духовно-нравственных традиций[23]
- Орден «За заслуги» III степени (Украина, 27 июля 2013 года) — за значительный личный вклад в развитие духовности, многолетнюю плодотворную церковную деятельность и по случаю празднования на Украине 1025-летия крещения Киевской Руси[24]
- Медаль «За заслуги перед землей Белгородской» 1-й степени
- Медаль «За заслуги перед землей Белгородской» 2-й степени
- Медаль «За заслуги перед землей Белгородской» 3-й степени
- Нагрудный знак коллегии главных редакторов региональных газет России «Четвертая власть. За особые заслуги перед прессой»

Церковные:
- Орден святого благоверного князя Даниила Московского II степени (4 апреля 2008) — «Во внимание к усердному архипастырскому служению и в связи с 15-летием архиерейской хиротонии»[25]
- орден преподобного Серафима Саровского II степени (1 сентября 2010) — «Во внимание к ревностным трудам, совершаемым Вами на благо Матери-Церкви, и в связи с 50-летием»[26]
- орден святого благоверного князя Даниила Московского III степени (4 апреля 2018) — «Во внимание к Вашим трудам и в связи с 25-летием архиерейской хиротонии»[27]
- орден преподобного Сергия Радонежского III степени (26 февраля 2019) — «в связи с 10-летием Поместного Собора и интронизации Предстоятеля Русской Православной Церкви»[28]
- Орден Святителя Иннокентия, митрополита Московского и Коломенского II степени (4 апреля 2023) — во внимание к заслугам и в связи с 30-летием архиерейской хиротонии[29]